# 비론 모레노
비론 알데마르 모레노 루알레스(스페인어: Byron Aldemar Moreno Ruales, 1969년 11월 23일 ~ )는 에콰도르의 전 축구 심판이다.

## 생애
그는 2002년 FIFA 월드컵에서 미국과 포르투갈의 조별 예선 경기와 대한민국과 이탈리아의 16강전 경기의 주심을 맡았으나 판정 논란으로 인해 심판 활동이 유보되었다.
그는 대한민국과 이탈리아의 16강전 경기의 연장 전반전에서 프란체스코 토티가 이탈리아 진영의 페널티 박스 안쪽에서 송종국과 신체 접촉 후에 넘어진 것을 토티의 "시뮬레이션 액션"으로 판단하여 경고를 선언했고, 토티는 이미 경고를 한 번 받은 상태였기 때문에 퇴장당했다. 다만, 토티는 접촉 직전 이미 중심을 잃고 넘어지고 있었기 때문에 다이빙이 아니라는 의견도 있다.
그는 또한 연장 후반전에서 다미아노 토마시가 이탈리아 진영의 골대 안쪽으로 공을 넣은 것을 토마시가 마지막 패스를 받던 순간에 오프사이드 반칙을 범했다는 부심의 판정을 받아들여 득점을 인정하지 않았다. 이 경기는 2002년 월드컵 가운데 가장 큰 판정 논란을 불러일으켰으며, 이러한 판정으로 인해 한때 승부 조작설까지 나돌았으나 2003년 국제 축구 연맹에서는 그에 대해 무혐의 처분을 내렸다.
후에 인터뷰에서 “한국이 실력으로 이탈리아를 이겼다”라고 밝혔으며, 스페인과 프랑스는 본인의 판정에 찬사를 보냈다고 본인에게 최선의 판정이었음을 주장했다. 특히 논란이었던 토티의 퇴장은 당시 시뮬레이션 액션에 대해 엄격히 제재하라는 FIFA의 지시 때문에 경고 누적으로 퇴장시킨 것이라고 설명했다.
그는 2002년 9월 키토 시 의회 의원 선거 후보로 출마한 혐의로 에콰도르 축구 협회로부터 조사를 받았고 같은 달에 열린 에콰도르 프로 축구 리그 리가 데포르티바 우니베르시타리아 드 키토와 바르셀로나 스포르팅 클럽의 경기에서 본부석이 추가 시간 6분을 주었는데도 불구하고 경기를 13분 동안 진행했는데, 이 긴 시간 사이에 리가 데포르티바 우니베르시타리아 드 키토는 추가시간 9분에 동점골, 13분에 역전골을 터트려 3:2로 승리했다. 이 경기 직후 그는 국제 축구 연맹으로부터 20경기 출장 정지 처분을 받았다.
그는 2003년 3월 20경기 출장 정지가 끝나고 복귀한 이후 세 번째 경기에서 또다시 데포르티보 키토의 원정 경기에서 한팀 선수 3명을 연달아 퇴장시키는 편파 판정을 범하자 다시 에콰도르 국내 심판 자격이 정지되었으며, 그 직후 은퇴했다.
한편 2010년 9월 21일, 뉴욕의 존 F. 케네디 국제공항에서 가슴과 양쪽 다리에 4.5kg의 헤로인 소지로 체포되었다. 이후 미 브루클린 연방 법원에서 마약 밀수 혐의를 받아 2년 6개월 형을 받고 수감 되었다.

## 일화
20 경기 심판 자격 정지 처분 중 2003년 1월 이탈리아로 건너가 이탈리아 국영 방송 2 채널 (Rai Due)의 버라이어티 프로그램 'Stupido Hotel (이탈리아어로 바보 호텔)'에 출연했다. 이 프로그램 시작 부분에서 검은 비닐 비옷을 입은 모레노 주심이 지폐가 나온 서류 가방을 들고 "안녕하세요, 여러분. 나는 누구나 아는 국제 축구심판 바이런 모레노 입니다. 감사합니다. 내가 가진이 가방 안에는 빼곡히 현금이 담겨 있습니다.이 돈으로 모두 화려하게 놉시다."고 인사했다. 이것은 2002 FIFA 월드컵 한국 대 이탈리아 전 판정의 대가로 큰돈을 받았다고 하는 자신에 대한 의혹을 조롱한 것이었다.
이 프로그램의 인터뷰 코너에서 전 축구 선수로 현재 해설자로 활약하고 있는 José Altafini가 2002 FIFA 월드컵 한국 대 이탈리아 전에서의 오심에 대해 질문했고, 이에 대하여 모레노 주심은 이탈리아가 패배한 이유는 당시 이탈리아 공격수들이 최고의 플레이를 하지 못했기 때문이고, 자신의 심판은 공정했다고 설명했다. 또한 이 프로그램의 인터뷰 코너에서 "심판은 어디 까지나 인간이기 때문에 실수를 할 수도 있다. 실수를 절대 범하지 않는 인간은 3종류만 있는데, 그것은 태어나지 않았던 사람, 죽은 사람, 그것 아무것도하지 않는 사람이다"라고 했다. 이 프로그램의 엔딩에서는 프로그램 제작진의 서프라이즈로 심판 유니폼으로 갈아 입은 모레노 주심의 머리위에 대량의 물을 퍼부었다. 축구 심판에서 은퇴하는 이유로 "자신에 대한 평가가 부당하게 낮기 때문"이라고 말했다. 또한 마지막에는 "앉아 죽음을 기다리는 것보다 싸우다 죽은 것이 낫다"고 말을 남기고 은퇴했다.